# باول ماي
باول ماي (بالألمانية: Paul May)‏ هو مونتير ومنتج أفلام وكاتب سيناريو ومخرج ألماني، ولد في 8 مايو 1909 في ميونخ في ألمانيا، وتوفي في 25 فبراير 1976 في تآوفكيرشين في ألمانيا.

## وصلات خارجية
- باول ماي على موقع IMDb (الإنجليزية)
- باول ماي على موقع ألو سيني (الفرنسية)
- باول ماي على موقع أول موفي (الإنجليزية)
- باول ماي على موقع قاعدة بيانات الأفلام السويدية (السويدية)
- باول ماي على موقع ديسكوغز (الإنجليزية)
- باول ماي على موقع قاعدة بيانات الفيلم (الإنجليزية)
- باول ماي على موقع كينوبويسك (الروسية)